# Живокость
Жи́вокость, или Дельфи́ниум, или Шпо́рник (лат. Delphínium), — род однолетних и многолетних травянистых растений семейства Лютиковые (Ranunculaceae). Включает более 500 видов, произрастающих в Северном полушарии и в горах тропической Африки. Многие виды происходят из Юго-Восточной Азии и особенно из Китая, где произрастает более 150 видов. Род Живокость близок к роду известных ядовитых растений Аконит (Aconitum).
Однолетние виды рода Живокость иногда выделялись в самостоятельный род Сокирки (Consolida), включавший около 40 видов, однако по современной классификации все они отнесены к роду Живокость.
На территории России и сопредельных стран произрастает около 100 видов. Наиболее распространены: Живокость высокая (Delphinium elatum) и однолетний вид Живокость полевая (Delphinium consolida), или Сокирки полевые (Consolida regalis).
Большинство видов — опасные ядовитые растения.

## Название

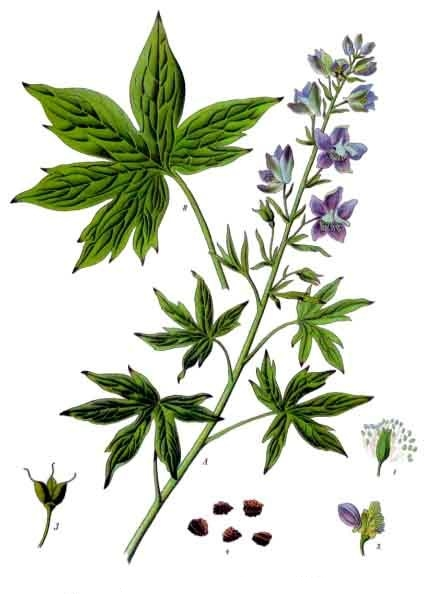
Живокость аптечная.

Своё научное (латинское) название род получил, возможно, из-за сходства нераспустившегося цветка с формой головы и тела дельфина. По другой версии, имя растения происходит от названия греческого города Дельфы, в окрестностях которого росло множество этих цветов. Город был расположен на склоне горы Парнас, а в городе находился знаменитый храм Аполлона и дельфийский оракул. Не исключено, что название растения, упоминаемое Диоскоридом, дословно можно перевести как цветок Аполлона дельфийского.
Устаревшее русское название Шпорник произошло от формы выроста-придатка на верхнем чашелистике, похожего на кавалерийскую шпору. Дословный перевод немецкого названия (нем. Rittersporn) — «рыцарские шпоры»; английского (их несколько) — «забавные шпоры», «пятка жаворонка», «коготь жаворонка» и «шпора рыцаря»; французского — «ножка жаворонка».
Современное русское название растения, скорее всего, связано с практикой его применения в народной медицине.
В русском языке транскрипция латинского названия «дельфиниум» чаще встречается в художественной и популярной литературе, в научной литературе используется преимущественно слово «живокость». В книгах по садоводству обычно применяется название «дельфиниум», что находит отражение в названиях гибридов. Не все виды живокости имеют признанное русское название, в русскоязычных изданиях иногда встречаются транскрипции, например: Дельфиниум стафизагрия.
В источниках встречается два варианта написания слова — «живокость» и «живокост». Подавляющее число словарей указывают их как синонимы одного из двух растений — либо некоторых видов дельфиниума, либо Окопника лекарственного (Symphytum officinale). В некоторых источниках под первым подразумевается именно дельфиниум, под вторым — окопник, особенно в качестве лекарственного растения и сырья для медицинских препаратов.

## Ботаническое описание
Листья дланевидно-разделённые, часто глубоко, множественно рассечены на заострённые или зубчатые доли.
Стебель в зависимости от вида высотой от 10 см у некоторых альпийских видов до трёх и более метров у лесных.
Цветки неправильные, состоят из пяти окрашенных чашелистиков. Особенность строения цветка — наличие шпорца, конусообразного придатка верхнего чашелистика. Шпорцы бывают от 5—6 мм у примитивных видов и до 45 мм в длину у африканского вида Живокость Лероя (Delphinium leroyi). В полом шпорце содержатся два нектарника, под которыми расположены два маленьких лепестка, называемых стаминодиями. В центре цветка нектарники и стаминодии образуют глазок, часто отличающийся окраской от чашелистиков. Цветки большинства растений окрашены в голубой или фиолетовый цвета, но бывают виды и других расцветок.
Формула цветка: {\displaystyle \mathrm {\uparrow \;Ca_{1,2,2}^{Co}\;Co_{2^{st}+1^{nect}}\;A_{\infty }\;G_{\underline {3-5}}} }.
|                                    |  |  |  |  |  |
| Цветки, листья, соцветия живокости |  |  |  |  |  |

Соцветия в зависимости от вида растения состоят из 3—15 цветков — у примитивных соцветий типа метёлка, или из 50—80 — у развитых пирамидальных соцветий, образующих простую или ветвистую кисть. Многие виды живокости медоносные, опыляются бабочками и шмелями, а два американских вида — колибри.
Стебель прямой, разветвлённый, высотой около 20- 80 см.
На примере цветков живокости можно наблюдать антолиз. Иногда у некоторых культурных гибридов наблюдается пролификация — прорастание нового цветка выше старого, либо пелория, когда ось соцветия заканчивается правильным актиноморфным цветком.
Плоды — одно- или многолистовки.

### Ботанические иллюстрации
Отдельные виды из неизданной части «Флоры Греции»:

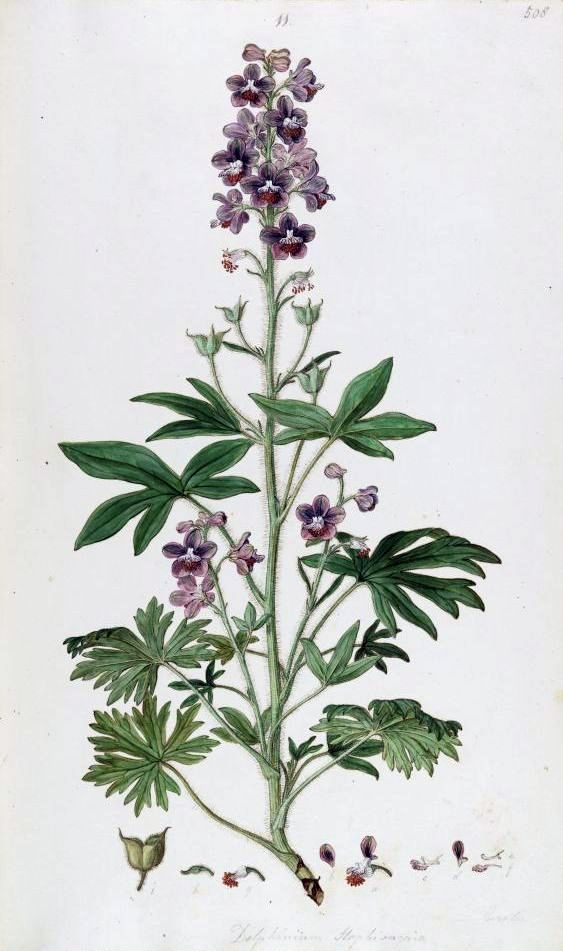
Delphinium staphisagria
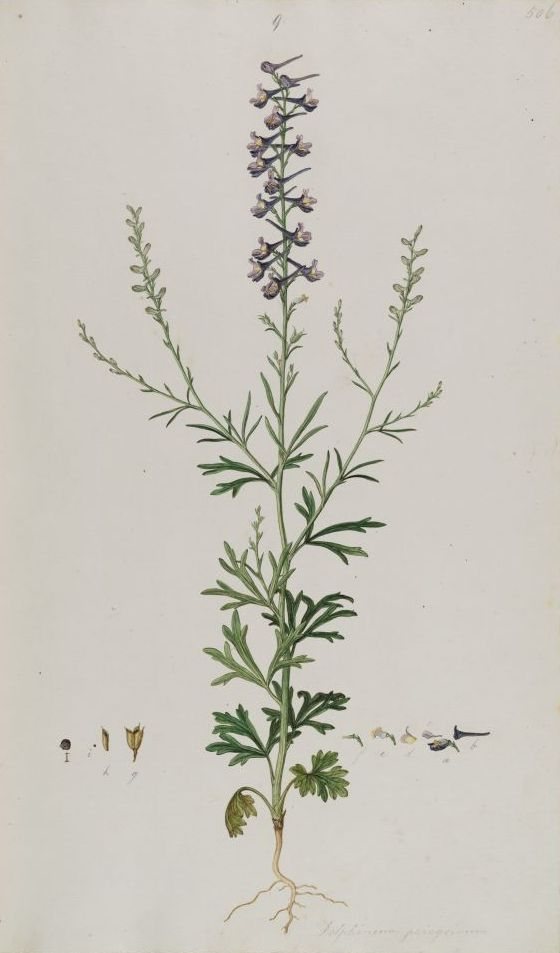
Delphinium peregrinum
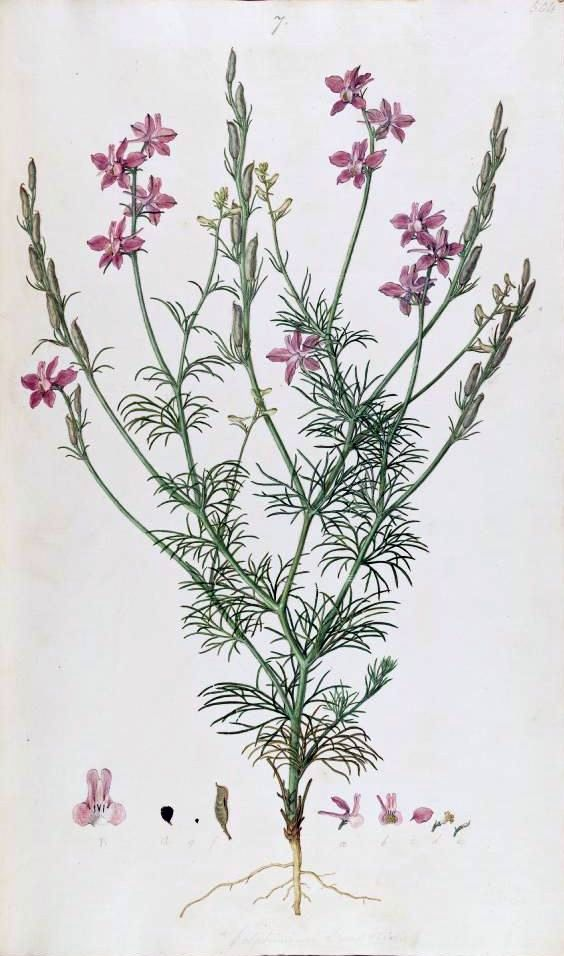
Delphinium consolida

Из других источников:

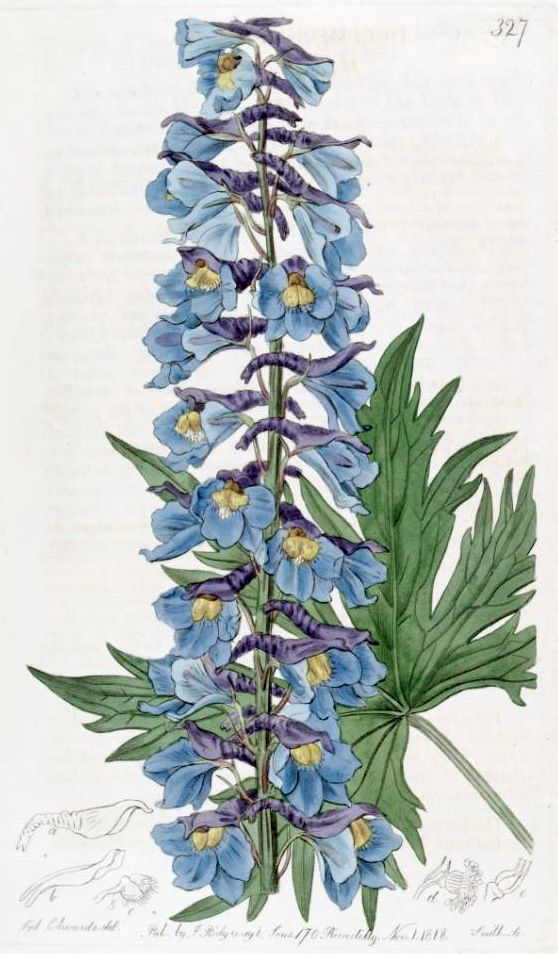
Delphinium cuneatum (The Botanical Register 1818)
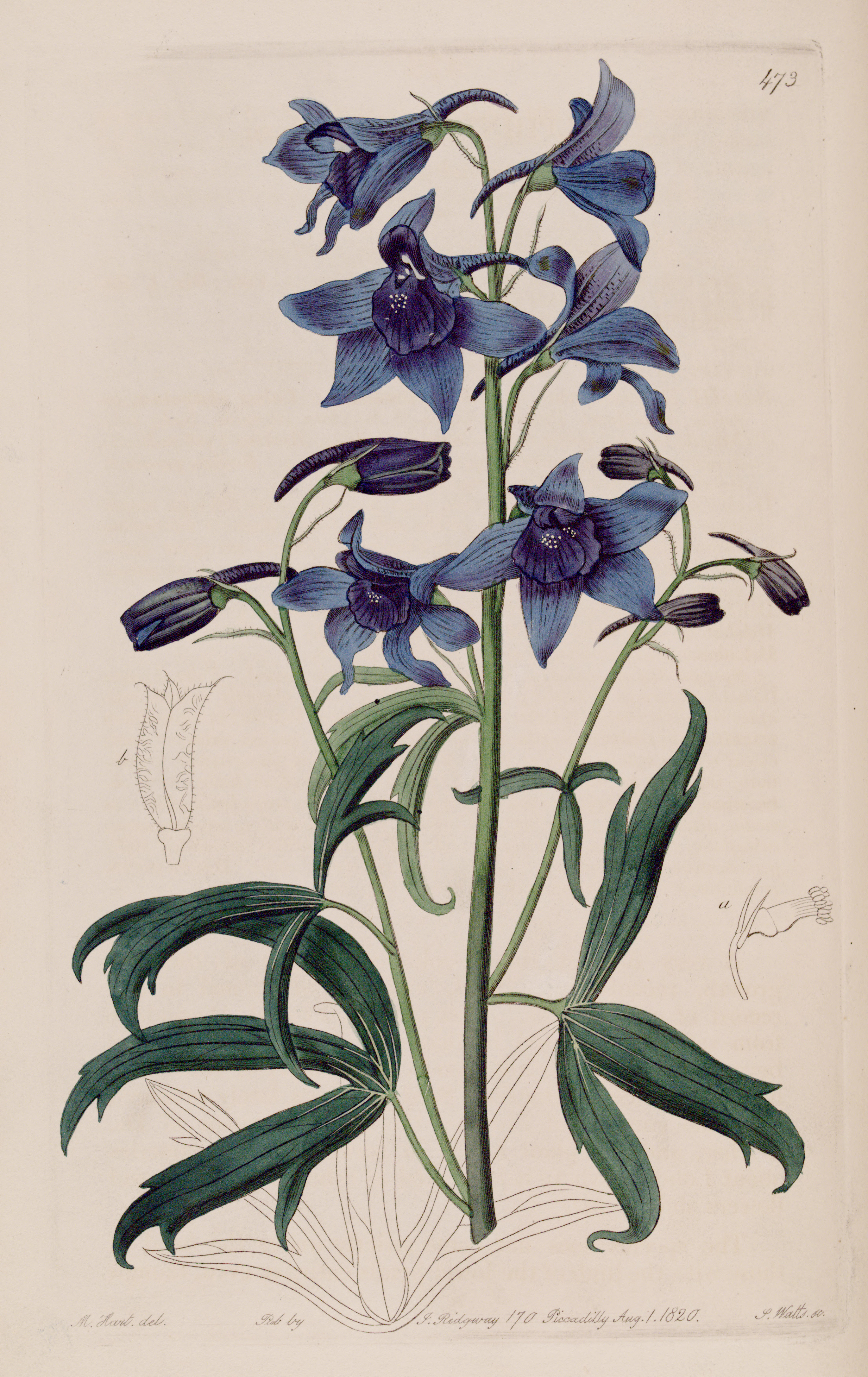
Delphinium cheilanthum (The Botanical Register 1820)
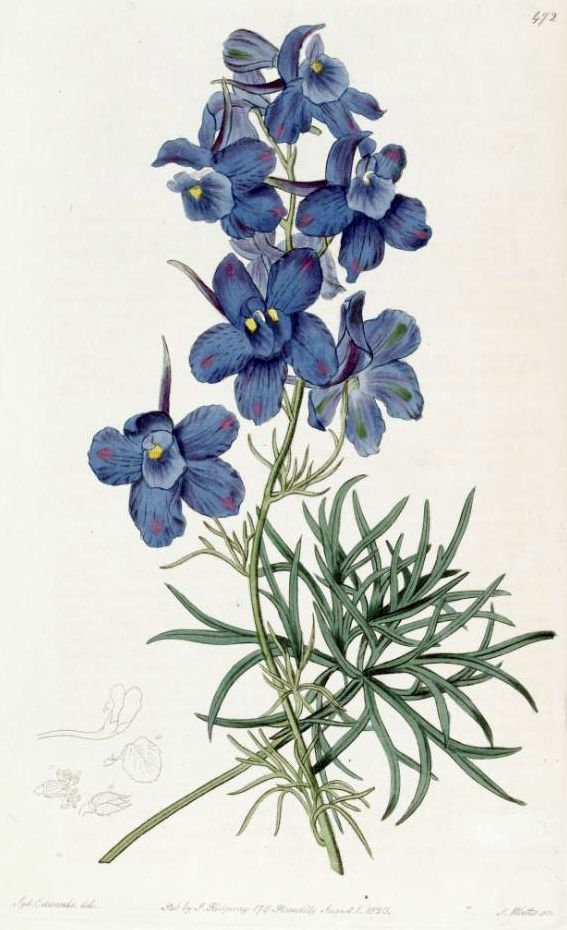
Delphinium grandiflorum (The Botanical Register 1820)
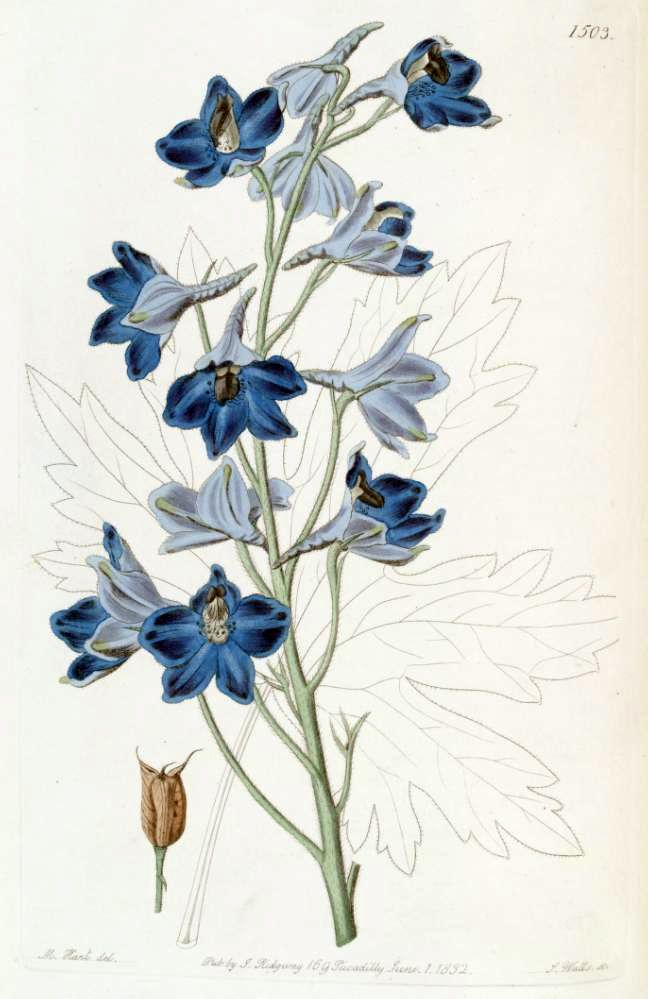
Delphinium speciosum (The Botanical Register 1832)

## Химический состав
Живокость содержит дитерпеновые алкалоиды (или аконитовые алкалоиды). В ряде видов состав и содержание алкалоидов исключительно изменчивы и неоднородны.

### История исследования
В XIX веке началось изучение химического состава активных веществ растений рода Живокость с целью выяснения причин их ядовитости.
Исследование алкалоидов живокости в СССР, начиная с 1930-х годов, велось под руководством А. П. Орехова. Растения, содержащие аконитовые алкалоиды, в СССР изучались с целью выявления природных источников курареподобных веществ.
- В 1819 году Брандес и Лассонь из вида Delphinium staphisagria выделили кристаллическое основание, названное ими дельфинин (delphinin). Позднее из этого вида были выделены алкалоиды дельфизин, дельфиноидин и стафизагрин.
- В 1913 году Келлер и Фёлькер из вида  Живокость Аяксова (Delphinium ×ajacis) выделили кристаллические основания аяцин и аяконин.
- В 1924 году Марквуд (Markwood) из вида Живокость полевая (Delphinium consolida) выделил кристаллические алкалоиды дельсолин и делькозин.
- В 1936 году Кауч из вида Delphinium occidentale — дельталин.
- В 1940 году из живокости, произрастающей на Тянь-Шане, М. С. Рабинович и Р. А. Коновалова впервые получили дельфамин.
- В 1941 году в виде Delphinium staphisagria был впервые обнаружен алкалоид стафизин.
- В 1942 году из надземной части вида Живокость спутанная (Delphinium confusum) М. С. Рабинович и Р. А. Коновалова получили кристаллический алкалоид кондельфин.
- В 1943 году Хантер из вида Живокость Аяксова (Delphinium ×ajacis) выделил аяцинин и аяциноидин.
- В 1944 году Гудсон (англ. Goodson) из вида Живокость высокая (Delphinium elatum) получил делатин, дельфемин, дельфелин и метилликаконитин.
- В 1947 году Марион (англ. Marion) и Эдуарде (англ. Edwarde) в семенах вида Живокость полевая (Delphinium consolida) обнаружили алкалоиды дельсонин, консолидин, антраноилликоктонин и ранее известный алкалоид ликоктонин.
- В 1949 году С. Ю. Юнусов и Н. К. Абубакиров из вида Живокость дваждытройчатая (Delphinium biternatum) выделили дельфатин и дельбин, а М. С. Рабинович с Р. А. Коноваловой, из другого вида, — делартин.
- В 1952 году из листьев и стеблей вида Живокость высокая (Delphinium elatum) М. С. Рабинович получила новый алкалоид эльделин.
- В 1954 году из того же вида М. С. Рабинович — элатин, а В. В. Феофилактов и Л. Д. Алексеева — дельфелатин
- Позже С. Ю. Юнусов и Н. К. Абубакиров из вида Живокость полубородатая (Delphinium semibarbatum), произрастающего в Средней Азии, выделили дельсемин и дельсин, а из вида Живокость горолюбивая (Delphinium oreophylum), произрастающего на высоте 3200—3600 м в горах Туркменистана, выделили новый алкалоид ореолин.

### Активные вещества
Содержание алкалоидов в растении имеет сезонное колебание, максимум обычно наблюдается в период роста и цветения. Концентрация алкалоидов в корнях растений может быть несколько выше, чем в наземных частях. Наиболее значимые алкалоиды, выделенные из растений рода Живокость: делартин, делатин, дельбин, делькозин, дельсемин, дельсимин, дельсин, дельсолин, дельфамин, дельфатин, дельфелатин, дельфелин, дельфемин, дельфинин, дельтамин, диктйокарпин, кондельфин, консолидин, метилликаконитин, ореолин, элатин, эльделин.
Некоторые алкалоиды нашли применение в фармакологии. Метилликаконитин содержится во многих видах, однако, получали его обычно из растений — Живокость сетчатоплодная (Delphinium dyctyocarpum) и Живокость полубородатая (Delphinium semibarbatum), иногда из вида Живокость спутанная (Delphinium confusum). Сырьём для получения элатина обычно служит Живокость высокая (Delphinium elatum).
Другие вещества:
- флавоноиды;
- аконитовая кислота;
- гликозиды: камфероль и дельфинидин.

Гликозид дельфинидин входит в группу антоцианидинов и регулирует окраску цветков растения в зависимости от кислотности среды (сока растения).
В наземной части растения содержатся макроэлементы K, Mg и микроэлементы Cu, Fe. Живокость концентрирует Cu, Co, особенно Se, Mo, Sr.

## Токсикология
Все части растения, особенно корни и плоды, содержат алкалоиды, которые определяют ядовитые свойства растения. Количество алкалоидов и их состав сильно меняются от вида растения, времени года и места произрастания. Алкалоиды живокости входят в одну филогенетическую группу с алкалоидами аконитов и сходны с ними по своему физиологическому воздействию.
Живокость — опасное ядовитое растение, вызывает угнетение центральной нервной системы с одновременным действием на желудочно-кишечный тракт и сердечно-сосудистую систему. Известны случаи отравления растением крупного рогатого скота и овец.
Считается, что наиболее ядовиты Живокость высокая (Delphinium elatum) и культурные-садовые виды живокости.
Некоторые виды живокости могут вызывать нектарный токсикоз пчёл. Пыльца Живокости высокой и Живокости полевой ядовита. Содержащиеся в ней алкалоиды, попадая в организм пчелы, вызывают интоксикацию, похожую на опьянение. Отравление может быть обратимым или летальным. Мёд собранный с живокости, отравляющий пчёл, ядовит и для людей. Такой мёд называют «пьяным».

### Клиника
При отравлении растением Живокость может наблюдаться сложная клиническая картина, включающая повышенное слюноотделение, рвоту, судорожное состояние отдельных групп мышц, иногда приступы общих судорог. Позже развивается общая мышечная слабость, затрагиваются функции жизненно важных органов. Смерть может наступить от паралича дыхания.

### Лечение
Аналогично лечению при отравлении аконитом. С целью инактивации действия физиологически активных веществ применяют танин или (при позднем лечении), в зависимости от состояния, назначают возбуждающие либо сердечные средства.

## Значение и применение
Живокость — это одно из излюбленных садовых декоративных растений. Выведено множество сортов и гибридов. Используется как срезочная культура в флористике. Отдельные виды нашли применение как красильные растения, из них получают краску для шерсти. Некоторые виды — эффективные инсектициды.

### В декоративном садоводстве
Дельфиниумы широко используются в качестве декоративного растения. Выведено множество сортов и гибридов, которые различаются по окраске и форме цветов и соцветий. Регистрацией сортов дельфиниумов занимается Королевское садоводческое общество.

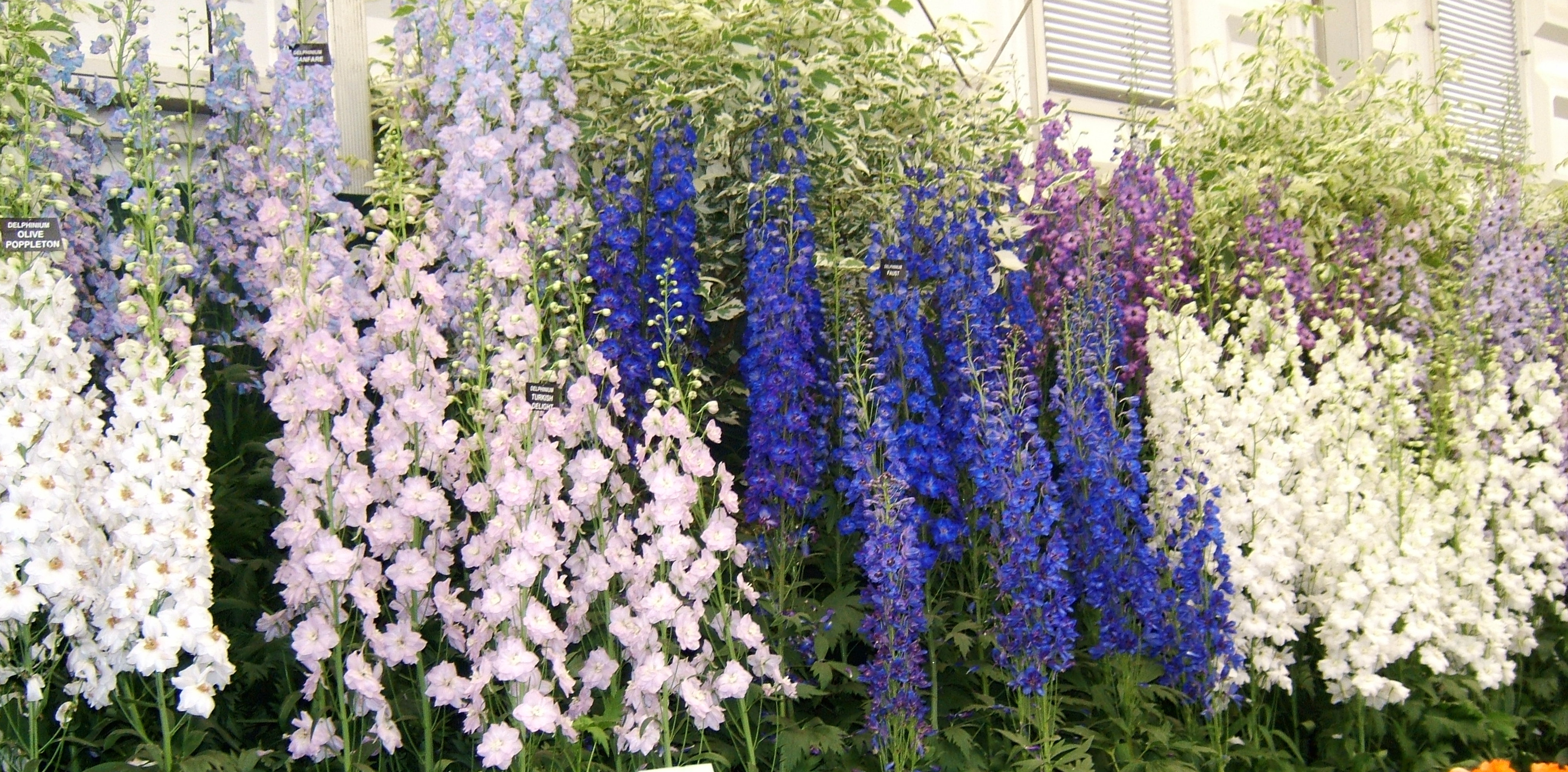
Дельфиниумы на, 2009.
Сорта,,, и др.

#### История культивирования
В культуре с XVII века. Однолетние виды, ввезённые в Европу странствующими ботаниками, первыми начали культивироваться в садах. Скрещивание однолетних видов Живокость восточная и Живокость сомнительная привело к появлению первого гибрида, получившего название Живокость Аяксова.
Позже, в декоративном садоводстве начали культивировать широко распространённые многолетние виды Живокость высокая и Живокость крупноцветковая. Садоводов привлекли их импозантный вид и неприхотливость при разведении.
В середине XIX века французский селекционер Виктор Лемуан вывел декоративные гибриды, получившие известность. Садовод Джемс Келуэй из Англии успешно занимался совершенствованием первых гибридных форм этих растений.
Франк Рейнельт, вероятно, самый известный селекционер дельфиниумов. В 30-е годы XX века он вывел 12 сортов, которые благодаря своим декоративным качествам быстро завоевали популярность по всему миру.

#### Использование в ландшафтном дизайне
| |  |  |  |  |
| Сад при библиотеке Хантингтона, палисадник коттеджа близ Солсбери, Зоро Гарден (англ. Zoro Garden) в Сан-Диего, клумба с гибридами magic fountain, цветник в Бродсворт-холл (англ. Brodsworth Hall) |  |  |  |  |

Дельфиниумы часто используют в миксбордерах, рабатках из многолетников. С ними хорошо сочетаются люпины, флоксы и ирисы. Из кустарников для совместных посадок с дельфиниумами пригодны краснолистные карликовые клены, барбарис и жасмин. Также дельфиниумы высаживают совместно с парковыми, полиантовыми и плетистыми розами. Низкорослые виды могут быть использованы для каменистых садов.

#### Агротехника
В средней полосе России посев семян осуществляют в марте. Семена высевают в ящики размером 30x60 см, предварительно засыпав в них земляную смесь, составленную из дерновой земли, торфа или перегноя. После посева их слегка вдавливают в землю, поливают, и сверху засыпают землей слоем 3 мм. Чтобы поверхность земли не пересыхала, ящики сверху закрывают газетной бумагой или мешковиной. Если семена обнажились, их присыпают землей, так как свет задерживает прорастание.
При температуре 12—15° С всходы появляются через 8—10 дней. Через месяц растения пересаживают. Расстояние между растениями 3—4 см. После посадки сеянцы поливают и ящики выставляют в пленочный парник, где они находятся до высадки растений в открытый грунт. В открытый грунт растения высаживают в конце апреля или начале мая, так как они не боятся весенних заморозков. Иногда пользуются осенним (октябрь-ноябрь) посевом в грунт. После посева гряды закрывают еловым лапником или мешковиной. При появлении всходов укрытие снимают и молодые сеянцы остаются на грядах до весны следующего года. Применяется и подзимний посев, когда семена высевают на гряды при наступлении устойчивых морозов. Бороздки с семенами засыпают сухой землёй. Осенние и подзимние посевы не оправдывают себя при разведении сортовых дельфиниумов.
В мае или августе у старых растений можно срезать побеги, которые появляются у корневой шейки, и использовать их в качестве черенков.
Весной, в начале роста растений, кусты в возрасте 3—4 года можно размножать делением. Корневище разрезают вдоль старых стеблей так, чтобы каждая отделенная часть имела не менее одного побега или почки возобновления и достаточное число здоровых корней. От одного корневища можно получить 4—10 частей.
Расстояние между растениями при посадке зависит от сорта и вида. Высокие гибридные дельфиниумы высаживают на расстоянии 50—60 см один от другого. Лучшим местом посадки считается затененное в полуденные часы, что способствует сохранению яркости окраски. При посадке корневая шейка с почками возобновления должна находиться на уровне поверхности почвы. После посадки растения поливают.
Весной, когда побеги достигают 10—15 см, осуществляется подкормка минеральными или жидкими органическими удобрениями. Обычно используют раствор коровьего навоза из расчета одно ведро на 10 ведер воды, по ведру на пять взрослых кустов. Хорошее влияние на развитие растений оказывает мульчирование почвы торфом или перегноем. Мульчу рассыпают слоем в 2—3 см после удаления сорняков и рыхления почвы.
К прореживанию кустов приступают, когда стебли достигают высоты 20—30 см. Ограничение числа стеблей до трёх-пяти позволяет получить более крупные соцветия. При высоте растений 40—50 см устанавливают опоры до 180 см. При посадке дельфиниумов среди кустарников, растения можно выращивать без применения опор. За вегетационный период каждому растению требуется около 60 литров воды. В засушливые периоды под каждый куст необходимо выливать 2—3 ведра воды в неделю. После цветения, если не преследуются цели сбора семян, соцветия срезают. У некоторых видов и сортов у основания старых стеблей появляются новые побеги, и осенью растения зацветают второй раз.
У 5-6-летних растений происходит естественное отмирание подземной центральной части куста. Многолетняя подземная стеблевая часть дельфиниумов нарастает очень медленно, поэтому на одном месте растения можно выращивать до 8 лет.
Осенью, после засыхания листьев, стебель рекомендуется срезать на высоте 25—30 см. Молодые сеянцы зимуют так же хорошо, как и взрослые растения. При отсутствии снежного покрова гряды следует укрывать соломой или еловым лапником.

#### Гибриды
Большинство распространённых гибридов относятся к нескольким группам, различающимся происхождением и внешними признаками - высотой стебля, строением соцветий, окраской цветков.
- Дельфиниумы Беладонна — садовые гибриды, появившиеся в середине XIX века: 'Касабланка', 'Коннектикут Джанкиз', 'Белламозум', 'Balaton', 'Meerheimii', 'Moorheimii', 'Piccolo'.
- Тихоокеанские гибриды — Пацифик-гибриды — выведены американским селекционером Франком Рейнельдом, включают 12 опробованных и признанных сортов: 'Блю Джей', 'Галахад', 'Блек Найт', 'Блю Бед', 'Женевьева', 'Формула Микст', 'Король Артур', 'Саммерскай', 'Астолат'.
- Марфинские гибриды — получены известным российским специалистом по дельфиниумам селекционером Н. И. Малютиным: 'Голубое кружево', 'Сиреневая спираль', 'Морфей', 'Розовый закат', 'Венера', 'Лавандовый обелиск', 'Дочь зимы'.

#### Болезни и вредители
- Вирус астровой желтухи. Симптомы: соцветия становятся пучковидными, а листья желтеют. Больные растения следует удалять.
- Кольцевая пятнистость, табачная и сельдереевая мозаики. Симптомы: на листьях больных растений появляются жёлтые, оранжевые или коричневые пятна. Листья постепенно отмирают; у растений наблюдается задержка роста. Больные растения следует удалять.
- Чёрная пятнистость листьев. Заболеванию способствует прохладная, влажная погода. Симптомы: на листьях появляются чёрные пятна разных форм и размеров, которые с нижней стороны имеют коричневую окраску. Заболевание обычно начинается с нижних листьев и постепенно распространяется вверх, пока от растения не останется лишь почерневший стебель.
- Бактериальное увядание. Развитию заболевания способствует как жаркая, так и влажная погода. Симптомы: болезнь начинается с пожелтения нижних листьев и появления на стебле коричневых или чёрных пятен с размягченной тканью. Затем пятна сливаются между собой и вся нижняя часть стебля чернеет, а при расщеплении стебля внутри него можно обнаружить клейкую слизистую массу с неприятным запахом. Для профилактики семена перед посевом рекомендуется выдерживать 25—30 мин в воде, нагретой до 50 °C.
- Мучнистая роса. Симптомы: серовато-белый налёт на поверхности листьев. Пораженные грибом листья становятся коричневыми или бурыми. Для предупреждения болезни необходимо своевременно прореживать кусты, удалять отмирающие листья, а в засушливую погоду хорошо поливать растения. При появлении мучнистого налёта дельфиниумы опрыскивают 1%-ной суспензией коллоидной серы или настоем коровьего навоза. Дельфиниумы с гладкими листьями в отличие от волосистых менее восприимчивы к этому заболеванию.
- Ложная мучнистая роса. Чаще всего поражает растения осенью при длительной дождливой погоде. Симптомы: белый, мучнистый налёт появляется с нижней стороны листьев. К болезни наиболее восприимчивы растения, находящиеся в загущённых посадках, на низких, сырых участках. Хороший дренаж почвы и своевременное прореживание кустов могут предупредить это заболевание. Для профилактики растения опрыскивают 0,5%-ным раствором бордоской жидкости (4 л на 100 м²).
- Увядание стебля (фузариоз). Поражает наблюдается в жаркое лето; чаще поражает молодые, слабоукоренившиеся дельфиниумы. Симптомы: на стебле появляются коричневые водянистые пятна, а когда гриб достигает корневой шейки и внедряется в ткани корня, растения увядают. После заражения фузариозом гибель растений наступает через 4—5 дней. При появлении на стебле пятен его рекомендуется срезать, чтобы гриб не проник в корневую шейку[8].
- Шпорниковый, или дельфиниумовый клещ (Eryophyes). Широко распространён на Урале и в Сибири. Клещи высасывают сок растений. Клещи не видны невооружённым глазом, а «курчавость» листьев цветоводы принимают за поражение вирусными болезнями. Симптомы: на пораженном листе образуются вздутия, он деформируется, края закручиваются, эпидермис отслаивается. Ткани на нижней стороне листовой пластинки отмирают, появляются штриховатые бурые пятна различной формы, которые затем увеличиваются в размерах и сливаются. Листья отмирают. Повреждённые клещом бутоны перестают расти, буреют и гибнут. При сильном поражении дельфиниум выглядит угнетенным, низкорослым, «курчавым», соцветия не образуются. Борьба со шпорниковым клещом затрудняется тем, что он скапливается в основном на нижней стороне листьев. К тому же, когда листовая пластинка деформирована, акарициды при опрыскивании не попадают в ниши, где скрываются клещи. Чтобы предупредить распространение клеща, необходимо ранней осенью (до середины сентября) низко срезать стебли дельфиниума и сжечь их. При значительном повреждении растений проводят химические обработки, которые начинают весной при отрастании молодых побегов. Летом опрыскивают посадки при появлении личинок (в первой декаде или середине июня), а затем ещё несколько раз с интервалом в неделю. Хорошие результаты получены от применения фосфамида (0,15—0,1 %), акрекса (0,2—0,05 %) и кельтана (0,2— 0,15 %). Для весенних опрыскиваний рекомендуются более высокие концентрации препаратов, чем для летних, так как дельфиниум наиболее чувствителен к ним в фазу отрастания стеблей и бутонизации. Обработку растений против шпорникового клеща необходимо проводить в течение 2—3 лет подряд, до полного уничтожения вредителя[10].
- Орбия, или дельфиниумовая муха. Откладывает яйца в бутоны цветков. Вскоре после этого в бутонах появляются мелкие белые личинки, выгрызающие пестики и тычинки. Зимуют насекомые в стадии куколок на корнях дельфиниумов. Симптомы: повреждённые цветки не дают семян, чашелистики быстро осыпаются. Для борьбы с мухой в период бутонизации растение опрыскивают прометрином (10%-ный смачивающийся порошок) — 25 г на 10 л воды.
- Тли. Симптомы: листья скручиваются, желтеют и засыхают. Пораженные растения можно опрыскивать отварами и настоями табачной пыли.

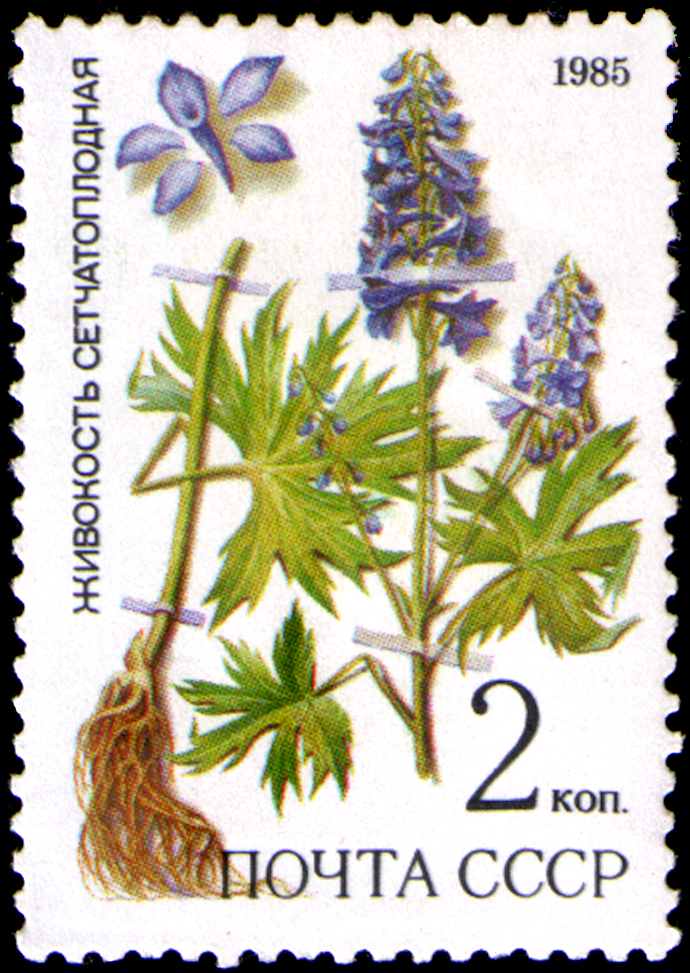

- Слизни. Для борьбы с вредителями вокруг кустов рассыпают 5%-ный гранулированный метальдегид (400 г на 100 м²), суперфосфат или известь. Некоторые цветоводы устраивают ловушки или собирают вредителей вручную.
- Луговая нематода. Симптомы: вредителей обнаруживают на корнях, где они проделывают узкие продольные щели, которые впоследствии расширяются и охватывают значительную часть корня. Корни прекращают рост и постепенно отмирают, растение погибает. Для предотвращения поражения этим вредителем необходимо за 30 дней до посадки растений вносят в почву 40%-ный тиазон (0,5 кг на 10 м²)[8].

### Медицинское применение

#### История
Растение известно ещё с античности, однако в качестве лекарственного или ядовитого растения оно практически не применялось. Древнегреческий учёный Теофраст приводит рецепт использования растения для борьбы с нательными насекомыми. Плиний Старший даёт подробное описание этому противопаразитическому средству.
В травнике английского ботаника и врача Джона Джерарда сообщалось, что экстракты семян живокости помогают против укусов скорпионов, и предполагалось, что живокость способна отпугивать ядовитых животных, которые не могут двигаться под действием растения, однако эти сведения не нашли подтверждения.
Есть сообщения, что растение живокость применяли при переломах костей в виде примочек и компрессов. Отваром корней лечили ожоги. Настой травы пили при желудочных заболеваниях, использовали для полоскания горла в случае воспаления.
В информационной брошюре англ. Maud Grieve, выпущенной во время Первой мировой войны, сообщалось, что семена живокости могут использоваться против паразитов, особенно против вшей и их гнид в волосах.

#### Официальная медицина
В конце XIX века фармакологически было показано, что алкалоиды живокости обладают выраженными курареподобными свойствами, но в отличие от других природных и синтетических курареподобных алкалоидов, при пероральном приёме всасываются в желудке.
Алкалоиды живокости имеют свойство блокировать концевой аппарат двигательных нервов и действием на нервно-мышечную проводимость вызывают расслабление скелетной мускулатуры. Курареподобные вещества — миорелаксанты, выделяемые из растений рода Живокость, предлагались для применения в хирургической практике в комбинации с наркотиками либо в сочетании с наркозом для расслабления мускулатуры, для снятия судорог, скованности, контрактуры и при повышенном тонусе скелетной мускулатуры.

##### Лекарственные препараты
Препараты, полученные из живокости, обладают курареподобным действием, высокими антимикробными свойствами, могут оказывать обезболивающее действие. Применяются, как релаксанты, при нервных заболеваниях, сопровождающихся повышением мышечного тонуса.
- Мелликтин — форма выпуска таблетки;
- Элатин — таблетки[11];
- Кондельфин — порошок;
- Дельсемин — в ампулах.

Применение в медицинской практике: болезнь Паркинсона, постэнцефалитный паркинсонизм, рассеянный склероз, травматический паралич.

#### Народная медицина
Отдельные виды и в настоящее время находят применение в народной медицине для приготовления отваров и настоек из вегетативных частей растения.
Встречаются рекомендации по использованию отвара травы при женских заболеваниях, мочеполовых заболеваниях, желтухе, увеличении печени, заболеваниях желудочно-кишечного тракта, воспалении лёгких, плевритах, коклюше и при испуге. Приём настойки внутрь рекомендуются при желтухе, увеличении печени, повышенном мышечном тонусе, заболеваниях мочеполовых органов, венерических болезнях. Наружное применение — примочки на воспалённые глаза и при нагноении глаз.
Из-за ядовитых веществ, содержащихся в растении, медицинское использование живокости существенно ограничено.
Необходимо помнить, что обращаться с растением надо крайне осторожно, все его части сильно ядовиты.

### В изобразительном искусстве
Цветы растения Живокость — довольно популярный мотив в изобразительном искусстве. Многие художники изображают Дельфиниум в своих работах как главный сюжет или декоративный элемент картины. Ботанические иллюстрации с изображениями разных видов рассматриваются порой отдельной группой, независимо от автора и времени исполнения, вызывая интерес как декоративные произведения.
В 1985 году в серии «Лекарственные растения Сибири» в СССР была выпущена марка «Живокость сетчатоплодная».
Цветы живокости показаны на марке «Rittersporn» из серии «Цветы Германии». Серия выпущена 3 января 2005 года немецкой почтовой компанией «Deutsche Post AG» и федеральным Министерством финансов Германии.

## Классификация

### Таксономия
Delphinium L., 1753, Sp. Pl. : 530
Род Живокость относится к семейству Лютиковые (Ranunculaceae) порядка Лютикоцветные (Ranunculales). Кладограмма в соответствии с Системой APG IV по состоянию на июнь 2024 года:
|  |                                      |  |                                   |                                   |                     |  | ещё 6 семейств |             |               |                                                              |
|  |                                      |  |                                   |                                   |                     |  |                |             |               | 503 подтвержденных вида и 106 видов, ожидающих подтверждения |
|  |                                      |  |                                   | порядок Лютикоцветные             |                     |  |                |             | род Живокость |                                                              |
|  |                                      |  |                                   | порядок Лютикоцветные             |                     |  |                |             | род Живокость |                                                              |
|  | отдел Цветковые, или Покрытосеменные |  |                                   |                                   | семейство Лютиковые |  |                |             |               |                                                              |
|  | отдел Цветковые, или Покрытосеменные |  |                                   |                                   |                     |  |                |             |               |                                                              |
|  |                                      |  | ещё 63 порядка цветковых растений | ещё 63 порядка цветковых растений |                     |  |                | ещё 53 рода | ещё 53 рода   |                                                              |
|  |                                      |  |                                   | ещё 63 порядка цветковых растений |                     |  |                |             | ещё 53 рода   |                                                              |

### Виды: общая информация
Большое количество видов и широкая распространённость не всегда позволяют установить чёткие границы между отдельными видами. В различных источниках значится более 1100 видовых таксономических единиц (Delphinium), которые вводились в разное время разными авторами и дифференцирование которых зачастую может вызывать определённые затруднения. В настоящее время общепризнанными считается более 500 видов, при этом статус отдельных видов остаётся неопределённым.
Некоторые виды, например Живокость высокая (Delphinium elatum), имеют очень обширные ареалы, в пределах которых наблюдаются высокая изменчивость морфологических признаков и вариабельность содержащихся в них активных веществ (алкалоидов) по количеству и составу. Наблюдаемое внутривидовое разнообразие может быть следствием отсутствия чётких экологических и географических разделений в группах близкородственных видов, образующих переходные формы на стыке ареалов. Не исключено, что одно широко распространённое название может обозначать целую группу малодифференцированных близкородственных видов. Другие виды, имеющие ограниченные ареалы и выделяемые порой из широко распространённых видов или введённые ранее, иногда объединяются в группы близкородственных видов. Такие группы обозначают лат. aggr. и называют «агрегатами». Например, в восточной Европе, агрегат Delphinium aggr. elatum составляют не менее чем 6 близкородственных видов.
Некоторые малочисленные виды, имеющие сильно ограниченный ареал, например, живокость Бейкера и живокость жёлтая, находятся под угрозой исчезновения.

### Некоторые виды
Перечень некоторых видов по регионам с указанием русских названий и мест происхождения:

#### Однолетние
- Живокость сомнительная (Delphinium ambiguum L.) (syn. Сокирки сомнительные (Consolida ambigua); Сокирки Аяксовы (Consolida ajacis L.)) — Средиземноморье
- Живокость полевая (Delphinium consolida L.) (syn. Сокирки полевые (Consolida regalis Gray); Рогатый василёк (Consolida arvensis L. Opiz)) — Европа, Средиземноморье, север Азии, юг Западной Сибири, Малая Азия
- Живокость восточная (Delphinium orientale J.Gay) (syn. Сокирки восточные (Consolida orientalis (J.Gay) Schrodin)) — Крым, Кавказ, Туркменистан, юг Пиренейского полуострова, Алжир, Малая Азия, Иран, Индостан
- Живокость метельчатая (Delphinium paniculata Host) (syn. Консолида метельчатая (Consolida paniculata Host Schur)) — Южная Европа, Малая Азия

#### Многолетние
- Живокость белоцветковая (Delphinium albiflorum DC. 1817) (syn. Delphinium ochroleucum Stev. ex DC. 1818) — Кавказ, Армения, Грузия
- Живокость альпийская (Delphinium alpinum Waldst. et Kit.) — Восточная Европа
- Живокость дуговидная (Delphinium arcuatum N.Busch 1902) — Кавказ
- Живокость барлыкская (Delphinium barlykense Lomonosova et Khanm. 1985) — Тува
- Живокость дваждытройчатая (Delphinium biternatum Huth 1895) — Туркестан
- Живокость короткошпорцевая (Delphinium brachycentrum Ledeb. 1841) (syn. Живокость Шамиссо (Delphinium chamissonis Pritz. ex Walp. 1843), Живокость малоцветковая (Delphinium pauciflorum Rchb. ex Ledeb.), Delphinium ruthiae A.Nelson) — Восточная Сибирь, Камчатка, Чукотка, Аляска
- Живокость прицветниковая (Delphinium bracteosum Somm. & Levier 1893) (syn. Delphinium ruprechtii Nevski)— Кавказ
- Живокость Бруно (Delphinium brunonianum Royle 1834) — Памир, Гималаи, Тибет, Индия, Афганистан в горах до 6000 м над уровнем моря
- Живокость кашмирская (Delphinium cashmerianum Royle 1835) — Индия, Кашмир в горах до 3000-4000 м над уровнем моря
- Живокость кавказская (Delphinium caucasicum C.A.Mey. 1831) — Главный Кавказский хребет
- Живокость губоцветная  (Delphinium cheilanthum Fisch. ex DC. 1817) (syn. Живокость губоцветковая, Живокость рассечённолистная) — Арктическая Сибирь, горы Восточной Сибири, западный Дальний Восток
- Живокость спутанная (Delphinium confusum Popov) — Средняя Азия
- Живокость щитковидная (Delphinium corymbosum Regel) — Средняя Азия и примыкающие районы северо-западного Китая
- Живокость толстостебльная (Delphinium crassicaule Ledeb. 1841)
- Живокость толстолистная (Delphinium crassifolium Schrad. ex Ledeb. 1841) — Юго-Восточная Сибирь, Северная Монголия
- Живокость курчавая, или Живокость курчавенькая[16] (Delphinium crispulum Rupr. 1869)[7] (Delphinium crispulum Rupr. 1869) (syn. Delphinium speciosum var. linearilobum Trautv.) — Кавказ
- Живокость холодолюбивая (Delphinium cryophilum Nevski 1937) — Сибирь
- Живокость русская, или Живокость клиновидная (Delphinium cuneatum Steven ex DC. 1817) — Восточная Европа
- Живокость пушистоцветковая (Delphinium dasyanthum Kar. et Kir.) — Джунгарский Алатау
- Живокость пушистоплодная, или Живокость опушённоплодная[16] (Delphinium dasycarpum Steven ex DC. 1817)[7] (Delphinium dasycarpum Steven ex DC. 1817) — Кавказ
- Живокость обесцвеченная (Delphinium decoloratum Ovcz.) — Средняя Азия
- Живокость сетчатоплодная (Delphinium dictyocarpum DC. 1817)
- Живокость высокая (Delphinium elatum L. 1753)
- Живокость расщеплённая (Delphinium fissum Waldst. & Kit. 1801-1802) * — Европа
- Живокость извилистая (Delphinium flexuosum M.Bieb. 1808) — Кавказ
- Живокость прекрасная (Delphinium formosum Boiss. & A.Huet.) — Армения
- Живокость ледяная (Delphinium glaciale Hook. & Thomson 1855) — Индия, Сикким
- Живокость крупноцветковая (Delphinium grandiflorum L. 1753) (syn. Живокость китайская (Delphinium chinense Fisch. ex DC.)) — Алтай, Восточная Сибирь, Приамурье, Дальний Восток, Монголия, Корея, Китай
- Живокость неприметная (Delphinium inconspicuum Serg. 1930) — Алтай, Казахстан, Монголия
- Живокость колымская (Delphinium kolymense A.P.Khokhr. 1980) — Якутия, Российский Дальний Восток
- Живокость Коржинского (Delphinium korshinskyanum Nevski 1937) — Дальний Восток, Маньчжурия
- Живокость Лакоста (Delphinium lacostei Danguy 1908) (кит. 帕米尔翠雀花) — Западные Гималаи, Китай
- Живокость редкоцветковая (Delphinium laxiflorum DC. 1817) — Западная Сибирь, Алтай
- Живокость Литвинова (Delphinium litwinowii Sambuk) — Юго-Восточная Европа
- Живокость Маака (Delphinium maackianum Regel 1861) — Южное Приамурье и Приморье, северо-восточный Китай
- Живокость Малышева (Delphinium malyschevii Friesen 1990) (syn. Живокость высокая плотная (Delphinium elatum var. compactum Malyschev), Живокость высокая саянская (Delphinium elatum var. sajanense Popov)) — Бурятия
- Живокость Миддендорфа (Delphinium middendorffii Trautv. 1847) — Сибирь
- Живокость чудесная (Delphinium mirabile Serg. 1930) — эндемик Алтая, Тува
- Живокость Невского (Delphinium nevskii Zak.) * — Средняя Азия
- Живокость охотская (Delphinium ochotense Nevski 1937) — Якутия, Российский Дальний Восток
- Живокость горолюбивая (Delphinium oreophilum Huth) (syn. Delphinium rotundifolium Afan.) ?
- Живокость Овчинникова (Delphinium ovczinnikovii R.Kam. et Pissjauk. 1968) * — Средняя Азия R.Kam. — Камелин (Kamelin)
- Живокость татранская (Delphinium oxysepalum Borbás & Pax 1890) — Восточная Европа, Польша, Чехия, Словакия, Татры
- Живокость иноземная (Delphinium peregrinum L.) — Северная Европа
- Живокость Попова (Delphinium popovii Pakhomova)
- Живокость Потанина (Delphinium potaninii Huth 1893)
- Живокость пунцовая (Delphinium puniceum Pall. 1776) (syn. Diedropetala punicea (Pall.) Galushko) — Восточная Европа
- Живокость пирамидальная (Delphinium pyramidale Royle 1834) — Гималаи
- Живокость шерстистая (Delphinium retropilosum (Huth) Sambuk 1929) (syn. Живокость Думберга (Delphinium duhmbergii Huth), Живокость отогнутоволосистая) — юг Сибири
- Живокость Ревердатто (Delphinium reverdattoanum Polozhij et Revjak 1978) — Алтай
- Живокость саянская (Delphinium sajanense Jurtzev 1968) — Тува, Бурятия, Северная Монголия
- Живокость горная высокая (Delphinium scaposum Greene 1881)
- Живокость Шмальгаузена (Delphinium schmalhausenii Albov 1891) (syn. Живокость гибридная (Delphinium hybridum Stephan ex Willd. 1799), Delphinium freynii Conrath 1895) — Кавказ, Армения, Абхазия
- Живокость полубородатая (Delphinium semibarbatum Bien.) (syn. Живокость залил (Delphinium zalil Aitch. et Hemsl.)) — Средняя Азия, Афганистан, Иран
- Живокость Сергея (Delphinium sergii Wissjul. 1953) — юг Восточной Европы
- Живокость красивая (Delphinium speciosum M.Bieb. 1808) — Кавказ
- Живокость соколка (Delphinium staphisagria L.) (syn. Живокость аптечная (Delphinium officinale Wender.))
- Живокость сычуаньская (Delphinium tatsienense Franch. 1893) — Сычуань
- Живокость мрачная (Delphinium triste Fisch. 1817) (syn. Дельфиниум печальный) — Даурия, Бурятия, Монголия
- Живокость Турчанинова (Delphinium turczaninovii Friesen 1990) (syn. Живокость лесная (Delphinium sylvatlcum Turcz.)) — эндемик Сибири
- Живокость укокская (Delphinium ukokense Serg. 1955) — эндемик Алтая, Тува
- Живокость уральская (Delphinium uralense Nevski 1937) — эндемик Южного Урала
- Живокость мохнатая (Delphinium villosum Steven ex DC. 1817) — редкий вид Центральной России

- Живокость Бейкера (Delphinium bakeri Ewan 1942) *
- Живокость калифорнийская (Delphinium californicum Torr. & A.Gray 1838)
- Живокость красная (Delphinium cardinale Hook. 1855) — Калифорния
- Живокость голубая (Delphinium glaucum S.Watson 1880) (syn. Delphinium brownii Rydb. 1902, Delphinium cucullatum A.Nelson 1900, Delphinium scopulorum A.Gray 1853) — Калифорния, (Непал, Тибет?)
- Живокость жёлтая (Delphinium luteum A.Heller 1903) *
- Живокость голостебельная (Delphinium nudicaule Torr. & A.Gray 1838) — Калифорния и южный Орегон
- Живокость Периша (Delphinium parishii A.Gray 1887)
- Живокость скальная (Delphinium scopulorum A.Gray 1853) — Мексика

- Живокость Лероя (Delphinium leroyi Franch. & Huth 1895) — Горы Эфиопии, Танзании, Кении, Уганды, Замбии и Заира.
- Живокость крупношипый (Delphinium macrocentrum Oliv. 1886) — Кения

«*» — исчезающие виды

#### Гибриды
- Живокость Аяксова (Delphinium × ajacis L.) (= Delphinium ambiguum × Delphinium orientale)
- Живокость беладонна (Delphinium × belladonna Bergmans) (= Delphinium elatum × Delphinium grandiflorum)
- Живокость культурная (Delphinium × cultorum Voss)